# Río Offoué
El Offoué es un río de Gabón, afluente del río Ogooué. Recorre el país desde su parte más meridional hasta su centro, fluyendo por las provincias de Ngounié, Ogooué-Lolo y Ogooué-Ivindo.
El río nace y tiene su curso alto en torno al límite entre las provincias de Ngounié y Ogooué-Lolo; en este tramo se ubica Iboundji, la única localidad importante que hay junto al río. El río sigue fluyendo hacia el norte en las provincias de Ogooué-Lolo y Ogooué-Ivindo, y en esta última marca el límite nororiental del parque nacional de Lopé hasta su desembocadura en el río Ogooué.